# Formações de albedo clássicas em Marte

Marte, visto por um pequeno telescópio, exibindo os padrões de cores conhecidos como formações de albedo.

As formações de albedo clássicas de Marte são as regiões claras e escuras em Marte que podem ser avistadas através de um telescópio baseado na Terra.  Antes da era das sondas espaciais, vários astrônomos elaboraram mapas de Marte nos quais eles deram nomes às formações que eram visíveis.  O sistema de nomenclatura mais popular foi definido por Giovanni Schiaparelli, que utilizou nomes inspirados na antiguidade clássica. Atualmente, o maior conhecimento sobre Marte possibilitado pelas sondas espaciais tornou vários nomes clássicos obsoletos para fins cartográficos; no entanto, alguns dos nomes antigos continuam sendo utilizados para descrever formações geográficas no planeta.

## História

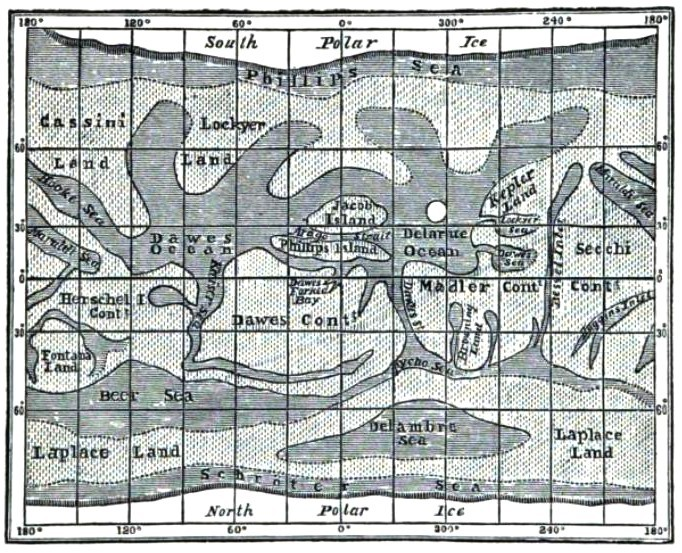
Mapa de Marte de Richard A. Proctor, que dá nomes de astrônomos às formações de albedo.

Os astrônomos telescópicos pioneiros, observando Marte a partir de uma grande distância através de instrumentos primitivos (apesar de avançados para a época), encontravam-se limitados ao estudo dos contrastes de albedo na superfície do planeta. Estes contrastes de albedo raramente correspondiam a formações topográficas, e em muitos casos, as escondiam. As origens dos contrastes de albedo eram um mistério. As manchas brancas nos polos foram corretamente interpretadas como sendo constituídas de uma substância congelada, seja água ou dióxido de carbono, mas a natureza das manchas escuras que se sobrepunham à superfície avermelhada de Marte permaneceu incerta por séculos. Quando Giovanni Schiaparelli iniciou suas observações de Marte em 1877, ele supôs que as formações escuras fossem mares, lagos, e pântanos, e deu a elas seu nome correspondente em latim (mare, lacus, palus, etc.). Em poucas décadas, porém, a maioria dos astrônomos já concordava que Marte não possuía grandes corpos de água superficial. Alguns acreditavam que as formações escuras fossem indicativas de uma vegetação marciana, tendo em vistas que estas variavam em forma e intensidade no curso do ano marciano. Sabe-se agora que as manchas escuras são regiões em que o vento soprou a poeira superficial, deixando à mostra uma superfície rochosa, mais escura; suas delimitações variam em resposta às tempestades de vento na superfície que carregam a poeira, alargando ou estreitando as formações.
O primeiro astrônomo a dar nomes às formações de albedo e Marte foi Richard A. Proctor, que criou um mapa em 1867, baseado em parte nas observações de William Rutter Dawes, no qual várias formações receberam nomes de astrônomos envolvidos no mapeamento de Marte; em alguns casos, alguns nomes foram utilizados em várias formações geológicas. Ele foi seguido por Giovanni Schiaparelli, cujas observações diferiam das de Proctor, e utilizou-se dessas diferenças para justificar uma revisão completa de um novo esquema de nomenclatura em latim, inspirada nos mitos e na história da antiguidade clássica, em paralelo com outras fontes. A nomenclatura de  Proctor competiu com a de Schiaparelli por várias décadas, e foram utilizadas em alguns dos notáveis mapas desenhados por Camille Flammarion em 1876 e Nathaniel Green em 1877. A nomenclatura de Proctor é atualmente considerada completamente obsoleta. Em 1958, a União Astronômica Internacional criou uma lista oficial de formações de albedo de Marte, incluindo vários, mas não todos os nomes utilizados por Schiaparelli.

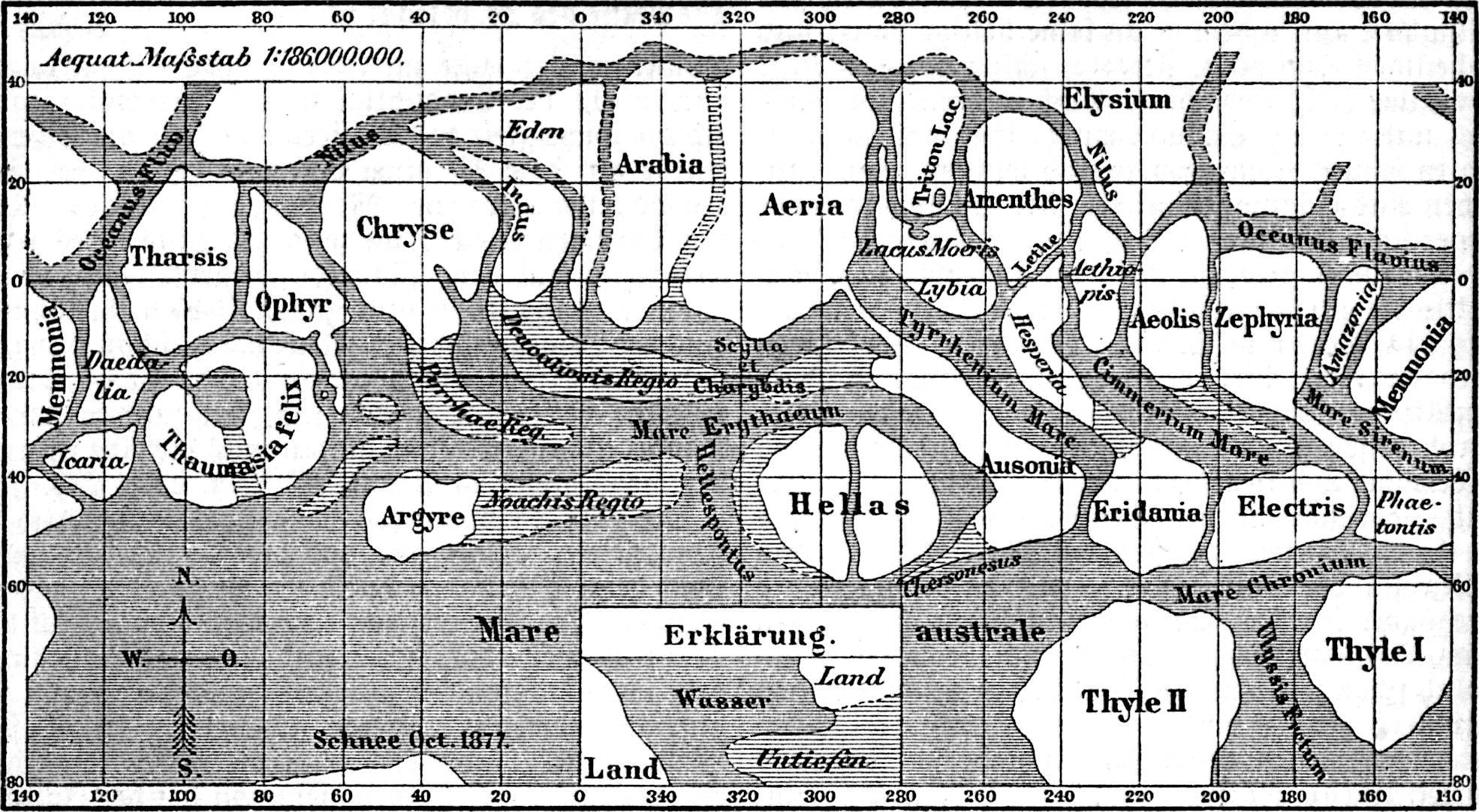
Antigo mapa de Giovanni Schiaparelli.

O advento das sondas espaciais revolucionou o entendimento científico de Marte, e algumas das formações de albedo clássicas se tornaram obsoletas, na medida em que se verificava que elas não correspondiam claramente com as imagens detalhadas fornecidas pelas sondas espaciais. Porém, muitos dos nomes utilizados em formações topográficas em Marte ainda são baseados na nomenclatura clássica da localidade da formação; como por exemplo, a formação de albedo 'Ascraeus Lacus' empresta o nome para o vulcão Ascraeus Mons.
Além disto, como a maioria dos telescópios amadores baseados na Terra não é potente o bastante para definir as formações topográficas de Marte, os astrônomos amadores ainda utilizam vários termos da antiga nomenclatura para se orientar e registrar suas observações.

## Nomes comuns de formações de albedo
Várias palavras em latim listadas abaixo são substantivos comuns. Essas palavras vem geralmente, mas nem sempre, após o nome, mas são normalmente ignoradas na ordem alfabética seguinte: 
- Campi (ˈkæmpaɪ) - campos
- Cherso (ˈkɛrsoʊ) - península
- Cornu (ˈkɒrnjuː) - chifre, península
- Depressio (dɨˈprɛʃioʊ) - depressão
- Fastigium (fæsˈtɪdʒiəm) - pico
- Fons (ˈfɒnz) – fonte
- Fretum (ˈfriːtəm) – estreito
- Insula (ˈɪnsjʊlə) – ilha
- Lacus (ˈleɪkəs) - lago
- Lucus (ˈljuːkəs) - bosque
- Mare (ˈmɑriː, ˈmɛəriː) – mar
- Nix (ˈnɪks) – neve
- Palus (ˈpeɪləs) - marisma
- Pons (ˈpɒnz) – ponte
- Promontorium (ˌprɒmənˈtɔəriəm) – cabo
- Regio (ˈriːdʒioʊ) - região
- Silva (ˈsɪlvə) – mata, selva
- Sinus (ˈsaɪnəs) – baía

## Lista de formações de albedo
Os "canais" marcianos também observados por Schiaparelli não são listados aqui, a relação dos canais pode ser vista em Lista de canais de Marte.

### A
| Nome                  | Pronúncia                  | Significado                                                                                      | Nome(s) moderno(s) |
| --------------------- | -------------------------- | ------------------------------------------------------------------------------------------------ | --- |
| Abalos                | ˈæbəlɒs                    | Uma ilha que não existe mais no Mar do Norte, a leste de Heligoland                              | Abalos Colles, Abalos Mensa, Abalos Scopuli, Abalos Undae                                                             |
| Achæorum Portus       | ˌækiːˈɔərəm ˈpɔrtəs        | "Abra dos Aqueus"                                                                                | Obsoleto |
| Acherusia Palus       | ˌækɨˈruːʒiə ˈpeɪləs        | "Marisma de Aquerusia", dos pântanos lendários da mitologia grega                                | Obsoleto |
| Achillis Pons         | əˈkɪlɨs ˈpɒnz              | "Ponte de Aquiles"                                                                               | Obsoleto |
| Mare Acidalium        | ˈmɛəriː ˌæsɨˈdeɪliəm       | "Mar de Acidalia", da fonte de Acidalia onde as Graças se banharam                               | Acidalia Colles, Acidalia Mensa, Acidalia Planitia                                                                    |
| Æolis                 | ˈiːəlɨs                    | Uma modificação de Aeolia, o nome das ilhas flutuantes ocidentais de Aiolos, o senhor dos ventos | Aeolis Mensae, Aeolis Planum                                                                                          |
| Aëria                 | eɪˈɪəriə                   | De um nome poético para o Egito                                                                  | Aeria, formação de albedo reconhecida pela UAI                                                                        |
| Ætheria               | ɨˈθɪəriə                   | – a terra dos vivos, referida pela Eneida de Virgílio                                            | Aetheria, formação de albedo reconhecida pela UAI                                                                     |
| Æthiopis              | ɨˈθaɪəpɨs                  | Terra dos etíopes                                                                                | Aethiopis, formação de albedo reconhecida pela UAI                                                                    |
| Aganippe Fons         | ˌæɡəˈnɪpiː ˈfɒnz           | Da "fonte de Aganipe", lendário lar de uma náiade grega                                          | Aganippe Fossa |
| Alcyonia              | ˌælsiːˈoʊniə               | Terra dos guarda-rios.                                                                           | Obsoleto |
| Amazonis              | əˈmæzənɨs                  | "Terra das Amazonas", lendárias mulheres guerreiras                                              | Amazonis Mensa, Amazonis Planitia, Amazonis Sulci                                                                     |
| Amenthes              | əˈmɛnθiːz                  | Nome alternativo para Tuat, a terra dos mortos no Egito                                          | Amenthes Cavi, Amenthes Fossae, Amenthes Planum, Amenthes Rupes                                                       |
| Ammonium              | əˈmoʊniəm                  | Antigo nome do Oásis de Siuá                                                                     | Obsoleto |
| Mare Amphitrites      | ˈmɛəriː ˌæmfɨˈtraɪtiːz     | "Mar de Amfitrite", uma deusa dos mares grega                                                    | Amphitrites Patera |
| Lucus Angitiæ         | ˈljuːkəs ænˈdʒɪʃɪiː        | "Bosque de Angitia", em referência à deusa serpente                                              | Obsoleto |
| Depressiones Aoniæ    | dɨˌprɛʃiːˈoʊniːz eɪˈoʊniːi | "Depressão das Musas", que vieram de Helicon em Aônia                                            | Obsoleto |
| Aonius Sinus          | eɪˈoʊniəs ˈsaɪnəs          | "Baía das Musas"                                                                                 | Aonia Planum, Aonia Terra                                                                                             |
| Aponi Fons            | ˈæpənaɪ ˈfɒnz              | Nome romano de Albano Terme, banhos termais próximas a Pádua                                     | Obsoleto |
| Aquæ Apollinares      | ˈeɪkwiː əˌpɒlɨˈnɛəriːz     | "Águas de Apollo"; nome romano para os banhos de Albano Terme em Canale Monterano, Toscana       | Obsoleto |
| Aquæ Calidæ           | ˈeɪkwiː ˈkælɨdiː           | "Fontes termais"                                                                                 | Obsoleto |
| Aquarii Depressio     | əˈkwɛəri.aɪ dɨˈprɛʃi.oʊ    | "Depressões de Aquário"                                                                          | Obsoleto |
| Arabia                | əˈreɪbiə                   | Península Arábica                                                                                | Arabia Terra |
| Arachoti Fons         | ˌærəˈkoʊtaɪ ˈfɒnz          | "Fonte de Arachotus", um rio no Afeganistão                                                      | Obsoleto |
| Aram                  | ˈɛərəm                     | Aram, a terra bíblica dos arameus                                                                | Aram Chaos |
| Arcadia               | ɑrˈkeɪdiə                  | De Arcádia, uma região do Peloponeso central                                                     | Arcadia Dorsa, Arcadia Chaos                                                                                          |
| Arduenna              | ˌɑrdjuːˈɛnə                | Nome latino para as florestas de Ardenas                                                         | Obsoleto |
| Arethusa Fons         | ˌærɨˈθjuːzə ˈfɒnz          | Fonte de "Aretusa ", em referência à ninfa grega                                                 | Obsoleto |
| Ariadnes Depressio    | ˌæriˈædniːz dɨˈprɛʃioʊ     | " Depressão de Ariadne", uma heroína grega                                                       | Ariadnes Colles |
| Argyre I              | ˈɑrdʒɨriː ˈpraɪmə          | "Primeira Terra da Prata", uma mítica ilha na mitologia grega                                    | Argyre Cavi, Argyre Planitia, Argyre Rupes                                                                            |
| Argyre II             | ˈɑrdʒɨriː sɨˈkʌndə         | "Segunda Terra da Prata" (ver acima)                                                             | Obsoleto |
| Argyroporos           | ˌɑrdʒɨˈrɒpərɒs             | "Estreito da Prata"                                                                              | Obsoleto |
| Aromatum Promontorium | əˈrɒmətəm ˌprɒmənˈtɔəriəm  | "Cabo das Especiarias Perfumadas"                                                                | Aromatum Chaos |
| Arsia Silva           | ˈɑrʃiə ˈsɪlvə              | Arsia Silva, uma floresta a noroeste de Roma onde os tarquínios foram derrotados                 | Arsia Chasmata, Arsia Mons, Arsia Sulci                                                                               |
| Arsinoës Depressio    | ɑrˈsɪnoʊiːz dɨˈprɛʃioʊ     | Depressão de Arsínoe, o nome de várias figuras gregas e egípcias                                 | Arsinoes Chaos |
| Artynia Fons          | ɑrˈtɪniə fɒnz              | "Fonte de Artynia", se referindo ao Lago Artynia na Ásia Menor                                   | Artynia Catena |
| Aryn Promontorium     | ˈɛərɨn ˌprɒmənˈtɔəriəm     | "Cabo de Aryn"                                                                                   | Obsoleto |
| Fastigium Aryn        | fæsˈtɪdʒiəm ˈɛərɨn         | "Pico de Aryn"                                                                                   | Obsoleto |
| Ascræus Lacus         | æsˈkriːəs ˈleɪkəs          | "Lago de Ascreu", uma paráfrase poética de "heliconiano" ou "rural"                              | Ascraeus Chasmata, Ascraeus Mons, Ascraeus Sulci                                                                      |
| Astræ Lacus           | ˈæstriː ˈleɪkəs            | "Lago dos Astras", deuses-astros gregos                                                          | Obsoleto |
| Atalantes Depressio   | ætˈlæntiːz dɨˈprɛʃioʊ      | Depressão de Atalanta, uma deusa heroína                                                         | Obsoleto |
| Nix Atlantica         | ˈnɪks ætˈlæntɨkə           | "Neves de Atlas", um Titã na mitologia grega                                                     | Obsoleto |
| Atlantidum Sinus      | ætˈlæntɨdəm ˈsaɪnəs        | "Baía dos Atlantes" (logo a sul de Atlantis I e II, ver abaixo)                                  | Obsoleto |
| Atlantis I            | ætˈlæntɨs ˈpraɪmə          | "Primeira Atlantis", uma mítica terra submergida                                                 | Atlantis Chaos |
| Atlantis II           | ætˈlæntɨs sɨˈkʌndə         | "Segunda Atlantis" (ver acima)                                                                   | Atlantis Chaos |
| Augila                | ˈɔːdʒɨlə                   | Awjila, uma cidade em Cirenaica                                                                  | Obsoleto |
| Aurea Cherso          | ˈɔriə ˈkɛrsoʊ              | "Península Dourada", antigo nome da Península da Malásia                                         | Obsoleto |
| Aureum Cornu          | ˈɔriəm ˈkɔrnjuː            | "Chifre Dourado", angra dividindo Constantinopla                                                 | Aureum Chaos |
| Auroræ Sinus          | ɒˈrɔəriː ˈsaɪnəs           | "Baía da Aurora"                                                                                 | Aurorae Planum, Aurorae Chaos                                                                                         |
| Ausonia               | ɒˈzoʊniə                   | De um nome poético da Itália                                                                     | Ausonia Cavus, Ausonia Mensa, Ausonia Montes                                                                          |
| Mare Australe         | ˈmɛəriː ɒsˈtreɪliː         | "Mar do Sul"                                                                                     | Chasma Australe, Australe Lingula, Australe Mensa, Australe Montes, Planum Australe, Australe Scopuli, Australe Sulci |

### B-E
| Nome                        | Pronúncia                        | Significado                                                                                           |                                                 |
| --------------------------- | -------------------------------- | --- | ----------------------------------------------- |
| Baltia                      | ˈbælʃiə                          | Do nome para as regiões próximas ao Mar Báltico                                                       | Baltia, formação de albedo reconhecida pela UAI |
| Bandusiæ Fons               | bænˈdjuːʒɪiː ˈfɒnz               | "Founte de Bandusia", título de um poema de Horácio                                                   | Obsoleto                                        |
| Bathys Portus               | ˈbeɪθɨs ˈpɔrtəs                  | "Porto Profundo", o porto de Aulis na Beócia                                                          | Bathys Planum, modificado para Icaria Planum    |
| Benacus Lacus               | bɨˈneɪkəs ˈleɪkəs                | "Lago de Benacus" (o Lago de Garda, no norte da Itália)                                               | Obsoleto                                        |
| Biblis Fons                 | ˈbɪblɨs ˈfɒnz                    | "Fonte de Biblis", um poço cariano próximo a Mileto                                                   | Biblis Patera, Biblis Tholus                    |
| Bosporium Promontorium      | bɒsˈpɔəriəm ˌprɒmənˈtɔəriəm      | "Cabo do Bósforo"                                                                                     |                                                 |
| Bosporus/Bosphorus Gemmatus | ˈbɒspərəs / ˈbɒsfərəs dʒɨˈmeɪtəs | " Bósforo adornado"                                                                                   | Bosporos Planum, Bosporus Regio, Bosporos Rupes |
| Brangæna                    | brænˈdʒiːnə                      | | Obsoleto                                        |
| Castalia Fons               | kæsˈteɪliə fɒnz                  | |                                                 |
| Cebrenia                    | sɨˈbriːniə                       | |                                                 |
| Cecropia                    | sɨˈkroʊpiə                       | "Terra de Cécrope"                                                                                    |                                                 |
| Ceraunius                   | sɨˈrɔːniəs                       | |                                                 |
| Chalce                      | ˈkælsiː                          | |                                                 |
| Charitum Promontorium       | ˈkærɨtəm ˌprɒmənˈtɔəriəm         | "Cabo das Graças"                                                                                     |                                                 |
| Chironis Fretum             | kaɪˈroʊnɨs ˈfriːtəm              | "Estreito de Quíron"                                                                                  |                                                 |
| Mare Chronium               | ˈmɛəriː ˈkroʊniəm                | |                                                 |
| Chryse                      | ˈkraɪsiː                         | Chryse era uma ilha rica em ouro no Extremo Oriente de Erythraeum                                     |                                                 |
| Chrysokeras                 | krɨˈsɒkɨrəs                      | O Corno de Ouro                                                                                       |                                                 |
| Cimmeria Insula             | sɨˈmɪəriə ˈɪnsjʊlə               | "Ilha Cimeriana"                                                                                      |                                                 |
| Mare Cimmerium              | ˈmɛəriː sɨˈmɪəriəm               | "Mar Cimeriano", em referência ao antigo povo marinheiro da Trácia.                                   |                                                 |
| Circaeum Promontorium       | sərˈsiːəm ˌprɒmənˈtɔəriəm        | "Cabo de Circe"                                                                                       |                                                 |
| Clepsydra Fons              | klɛpˈsaɪdrə ˈfɒnz                | "Fonte do relógio d’água", um poço na acrópole ateniense                                              |                                                 |
| Coracis Portus              | ˈkɒrəsɨs ˈpɔrtəs                 | "Porto de Córax"                                                                                      |                                                 |
| Cyane Fons                  | ˈsaɪəniː ˈfɒnz                   | "Fonte de Cyane", uma nascente na Sicília da qual o rio Cyane se originou, em referência a uma ninfa. |                                                 |
| Cydonia                     | saɪˈdoʊniə                       | nome poético de Creta                                                                                 |                                                 |
| Cynia Lacus                 |                                  | |                                                 |
| Danaïdum Depressio          | dəˈneɪədəm dɨˈprɛʃioʊ            | "Depressão das filhas de Dánao"                                                                       |                                                 |
| Daphne                      | ˈdæfniː                          | De Dafne ("loureiro"), uma ninfa persuadida por Apolo.                                                |                                                 |
| Deucalionis Regio           | ˌdjʊkeɪliːˈoʊnɨs ˈriːdʒioʊ       | "Região de Deucalião"                                                                                 |                                                 |
| Dia                         | ˈdaɪə                            | Uma ilha a norte de Creta                                                                             |                                                 |
| Diacria                     | daɪˈeɪkriə                       | Uma região da Eubeia                                                                                  |                                                 |
| Dioscuria                   | ˌdaɪəsˈkjʊəriə                   | "Terra dos Dioscuri"                                                                                  |                                                 |
| Eden                        | ˈiːdən                           | Do Éden, o paraíso bíblico                                                                            |                                                 |
| Edom                        | ˈiːdəm                           | De Edom, um antigo reino no norte da Jordânia                                                         |                                                 |
| Edom Promontorium           | ˈidəm ˌprɒmənˈtɔəriəm            | "Cabo de Edom"                                                                                        |                                                 |
| Electris                    | ɨˈlɛktrɨs                        | A principal ilha das "Electrides", ditas produtoras de âmbar.                                         |                                                 |
| Elysium                     | ɨˈlɪʒiəm                         | Dos Campos Elísios, a terra dos heróis mortos para os gregos                                          |                                                 |
| Eridania                    | ˌɛrɨˈdeɪniə                      | Terra do Rio Erídano                                                                                  |                                                 |
| Mare Erythræum              | ˈmɛəriː ˌɛrɨˈθriːəm              | "Mar Vermelho"                                                                                        |                                                 |

### F-L
| Nome                 | Pronúncia                 | Significado                                                           |
| -------------------- | ------------------------- | --------------------------------------------------------------------- |
| Famæ Depressio       | ˈfeɪmiː dɨˈprɛʃioʊ        | "Depressão da Fama"                                                   |
| Ferentinæ Lucus      | ˌfɛrɨnˈtaɪniː ˈljuːkəs    | "Bosque de Ferentina"                                                 |
| Lucus Feronia        |                           | "Bosque das Bestas Selvagens"                                         |
| Flevo Lacus          | ˈfliːvoʊ ˈleɪkəs          |                                                                       |
| Gallinaria Silva     | ˌɡælɨˈnɛəriə ˈsɪlvə       |                                                                       |
| Mare Hadriaticum     | ˈmɛəriː ˌheɪdriːˈætɨkəm   | "Mar Adriático" Aka Hadriaticum Mare                                  |
| Hammonis Cornu       | həˈmoʊnɨs ˈkɔrnjuː        | "Corno dos Amonitas"                                                  |
| Hellas               | ˈhɛləs                    | "Grécia"                                                              |
| Heræum Promontorium  | hɨˈriːəm ˌprɒmənˈtɔəriəm  | "Cabo de Hera"                                                        |
| Hercynia Silva       | hɜrˈsɪniə ˈsɪlvə          | Floresta hernícia                                                     |
| Herculis Columnæ     | ˈhɜrkjʊlɨs kɒˈlʌmni       | "Pilares de Hércules"                                                 |
| Herculis Pons        | ˈhɜrkjʊlɨs ˈpɒnz          | "Ponte de Hércules"                                                   |
| Hesperia             | hɛsˈpɪəriə                | "Terra da Aurora"                                                     |
| Hesperidum Lacus     | hɛsˈpɛrɨdəm ˈleɪkəs       | "Lago dos Hespérides                                                  |
| Hibe                 | ˈhaɪbiː                   |                                                                       |
| Hippocrene Fons      | ˌhɪpəˈkriːniː ˈfɒnz       | "Fonte de Hipocrene", próxima ao Monte Helicon                        |
| Hipponitis Palus     |                           |                                                                       |
| Horarum Promontorium | hɒˈrɛərəm ˌprɒmənˈtɔəriəm | "Cabo das Horas"                                                      |
| Hypelaus             | ˌhɪpɨˈliːəs               | Uma fonte em Éfeso.                                                   |
| Iapygia              | ˌaɪəˈpɪdʒiə               | Salento na Itália, ou Japygia                                         |
| Icaria               | aɪˈkɛəriə                 |                                                                       |
| Mare Icarium         | ˈmɛəriː aɪˈkɛəriəm        |                                                                       |
| Ierne                | aɪ.ˈɜrniː                 | Um nome para a Irlanda                                                |
| Isidis Regio         | ˈɪsɨdɨs ˈriːdʒioʊ         | "Região de Ísis"                                                      |
| Ismenius Lacus       | ɨzˈmiːniəs ˈleɪkəs        | ou Lacus Ismenius                                                     |
| Jani Fretum          | ˈdʒeɪnaɪ ˈfriːtəm         | "Estreito de Jano"                                                    |
| Juventæ Fons         | dʒʊˈvɛntiː ˈfɒnz          | "Fonte da Juventude", ou Fons Juventæ                                 |
| Labeatis Lacus       | leɪbiːˈeɪtɨs ˈleɪkəs      | Lago dos Labeatos, um povo da Ilíria                                  |
| Lausonius Lacus      |                           |                                                                       |
| Lemuria              | lɨˈmjʊəriə                | De Lemúria, uma ilha submergida fictícia no Oceano Pacífico ou Índico |
| Lerne                | ˈlɜrniː                   |                                                                       |
| Libya                | ˈlɪbiə                    | "Líbia"                                                               |
| Lucrinus Lacus       |                           | O Lago Lucrino na Itália Romana                                       |
| Lunæ Lacus           | ˈljuːniː ˈleɪkəs          | "Lago da Lua", ouLacus Lunæ                                           |

### M-N
| Nome                  | Pronúncia                   | Significado                                                                               |
| --------------------- | --------------------------- | ----------------------------------------------------------------------------------------- |
| Mæisia Silva          |                             |                                                                                           |
| Mapharitis            |                             |                                                                                           |
| Mareotis              | ˌmæriːˈoʊtɨs                | "Terra de Mareota", no Baixo Egito                                                        |
| Margaritifer Sinus    | ˌmarɡəˈrɪtɨfər ˈsaɪnəs      | "Baía das Pérolas"                                                                        |
| Lucus Maricæ          | ˈljuːkəs məˈraɪsiː          | "Marisma de Maríca", uma ninfa do Lácio.                                                  |
| Memnonia              | mɛmˈnoʊniə                  | "Terra de Memnon"                                                                         |
| Meroë Insula          | ˈmɛroʊ.iː ˈɪnsjʊlə          | "Ilha de Meroé"                                                                           |
| Messeis Fons          |                             |                                                                                           |
| Lacus Mœris           | ˈleɪkəs ˈmɪərɨs             | Lago Moeris, um lago no Fayum egípcio                                                     |
| Mons Argenteus        | ˈmɒnz ɑrˈdʒɛntiəs           | "Montanha de prata"                                                                       |
| Neith Regio           | ˈniːθ ˈriːdʒioʊ             | "Região de Neite"                                                                         |
| Nepheles Depressio    | ˈnɛfɨliːz dɨˈprɛʃioʊ        | "Depressão das nuvens"                                                                    |
| Nereïdum Promontorium | nɨˈriː.ɨdəm ˌprɒmənˈtɔəriəm | "Cabo das Nereidas                                                                        |
| Nerigos               | ˈnɛrɨɡɒs                    | Nome de um país fictício, supostamente localizado próximo ou nos limites da Escandinávia. |
| Nessonis Lacus        |                             |                                                                                           |
| Niliacus Lacus        | nɨˈlaɪəkəs ˈleɪkəs          | "Lago do Nilo"                                                                            |
| Nitriæ                | ˈnaɪtrɪ.iː                  |                                                                                           |
| Nix Atlantica         | ˈnɪks ætˈlæntɨkə            | "Neve Atântica"                                                                           |
| Nix Olympica          | ˈnɪks ɒˈlɪmpɨkə             | "Neve Olímpica"                                                                           |
| Noachis               | ˈnoʊ.əkɨs                   | "Terra de Noé"                                                                            |
| Nodus Gordii          | ˈnoʊdəs ˈɡɔrdiaɪ            | "Nó górdio"                                                                               |
| Noti Sinus            | ˈnoʊtaɪ ˈsaɪnəs             | "Baía de Notus"                                                                           |
| Novissima Thyle       | nɵˈvɪsɨmə ˈθaɪli            | "A mais nova Thule"                                                                       |
| Nuba Lacus            | ˈnjuːbə ˈleɪkəs             |                                                                                           |

### O-S
| Nome                  | Pronúncia                 | Significado                                                  |
| --------------------- | ------------------------- | ------------------------------------------------------------ |
| Mare Oceanidum        | ˈmɛəriː ˌoʊʃiːˈænɨdəm     | "Mar dos Oceânides"                                          |
| Octantis Depressio    | ɒkˈtæntɨs dɨˈprɛʃioʊ      | "Depressão dos Octans"                                       |
| Œnotria               | ɨˈnoʊtriə                 |                                                              |
| Ogygis Regio          | ˈɒdʒɨdʒɨs ˈriːdʒioʊ       | "Região deOgiges"                                            |
| Ophir                 | ˈoʊfər                    | De Ofir, uma terra ourífera bíblica                          |
| Ortygia               | ɔrˈtɪdʒiə                 |                                                              |
| Oxia Palus            | ˈɒkʃiə ˈpeɪləs            |                                                              |
| Palicorum Lacus       | ˌpælɨˈkɔərəm ˈleɪkəs      |                                                              |
| Palinuri Fretum       | ˌpælɨˈnjʊəraɪ ˈfriːtəm    | "Estreito de Palinuro"                                       |
| Palinuri Sinus        | ˌpælɨˈnjʊraɪ ˈsaɪnəs      | "Baía de Palinuro"                                           |
| Pallas Lacus          | ˌpæləs ˈleɪkəs            |                                                              |
| Panchaia              | pænˈkeɪə                  | Do nome de uma ilha supostamente localizada no sul da Arábia |
| Phaëthontis           | ˌfeɪ.ɨˈθɒntɨs             | "Terra de Faetonte"                                          |
| Phlegra               | ˈfliːɡrə                  | De um distrito da Macedônia                                  |
| Campi Phlegræi        | ˈkæmpaɪ flɨˈɡriːaɪ        | "Campos de Flegra"                                           |
| Phœnicis Lacus        | fɨˈnaɪsɨs ˈleɪkəs         | "Lago de Fênix" ou Lacus Phœnicis                            |
| Phrixi Regio          | ˈfrɪksaɪ ˈriːdʒioʊ        | "Região de Frixo"                                            |
| Piscis Depressio      | ˈpaɪsɨs dɨˈprɛʃioʊ        | "Depressão do peixe"                                         |
| Depressio Pontica     | dɨˈprɛʃi.oʊ ˈpɒntɨkə      | "Depressão de Ponto"                                         |
| Promethei Sinus       | prɵˈmiːθi.aɪ ˈsaɪnəs      | "Baía de Prometeu"                                           |
| Propontis             | prɵˈpɒntɨs                | De um nome antigo do Mar de Mármara                          |
| Protei Regio          | ˈproʊti.aɪ ˈriːdʒi.oʊ     | "Região de Proteu"                                           |
| Pyrrhæ Regio          | ˈpɪri ˈriːdʒioʊ           | "Região de Pirra"                                            |
| Sinus Sabæus          | ˈsaɪnəs səˈbiːəs          | "Baía de Sabá", ou Sabaeus Sinus                             |
| Scandia               | ˈskændiə                  | De um nome para Skåne ou Escandinávia                        |
| Scheria Insula        | ˈskɪəriə ˈɪnsjʊlə         | "Ilha de Esquéria"                                           |
| Semiramidis Lacus     | ˌsɛmɨˈræmɨdɨs ˈleɪkəs     | "Lago de Semíramis"                                          |
| Serapium              |                           |                                                              |
| Simoëntis Sinus       | ˌsɪmoʊˈɛntɨs ˈsaɪnəs      | "Baía de Simois"                                             |
| Sirbonis Lacus        |                           |                                                              |
| Mare Sirenum          | ˈmɛəriː saɪˈriːnəm        | "Mar das sereias"                                            |
| Socratis Promontorium | ˈsɒkrətɨs ˌprɒmənˈtɔəriəm | "Cabo de Sócrates"                                           |
| Solis Fons            | ˈsoʊlɨs ˈfɒnz             | "Fonte do Sol"                                               |
| Solis Lacus           | ˈsoʊlɨs ˈleɪkəs           | "Lago do Sol"                                                |
| Syrtis Major          | ˈsɜrtɨs ˈmeɪdʒər          | Baía da Líbia, hoje Golfo de Sidra                           |
| Syrtis Minor          | ˈsɜrtɨs ˈmaɪnər           | ou Syrtis Parva                                              |

### T-Z
| Nome              | Pronúncia             | Significado                                            |
| ----------------- | --------------------- | ------------------------------------------------------ |
| Tempe             | ˈtɛmpiː               |                                                        |
| Tharsis           | ˈθɑrsɨs               | "Társis" (Tartessos)                                   |
| Thaumasia         | θɔːˈmeɪʒə             | "Terra das maravilhas"                                 |
| Thyle I           | ˈθaɪliː ˈpraɪmə       | "Primeira Thule"                                       |
| Thyle II          | ˈθaɪliː sɨˈkʌndə      | "Segunda Thule"                                        |
| Thyles Collis     | ˈθaɪliːz ˈkɒlɨs       | "Colina de Thule"                                      |
| Thyles Mons       | ˈθaɪliːz ˈmɒnz        | "Montanha de Thule"                                    |
| Thymiamata        | ˌθɪmiˈæmətə           | "Incensos"                                             |
| Tiphys Fretum     | ˈtaɪfɨs ˈfriːtəm      |                                                        |
| Titanum Sinus     | taɪˈteɪnəm ˈsaɪnəs    | "Baía do Titãs"                                        |
| Tithonius Lacus   | tɨˈθoʊniəs ˈleɪkəs    |                                                        |
| Trinythios        |                       |                                                        |
| Trivii Fons       | ˈtrɪvi.aɪ ˈfɒnz       | "Fonte das encruzilhadas" (leste de Trivium Charontis) |
| Trivium Charontis | ˈtrɪviəm kəˈrɒntɨs    | "Encruzilhada de Caronte"                              |
| Mare Tyrrhenum    | ˈmɛəriː tɨˈriːnəm     | "Mar Tirreno"                                          |
| Uchronia          | jʊˈkroʊniə            | "em tempo algum"                                       |
| Ulyxis Fretum     | jʊˈlɪksɨs ˈfriːtəm    | "Estreito de Ulisses"                                  |
| Utopia            | jʊˈtoʊpiə             | "Lugar nenhum, Utopia"                                 |
| Vulcani Pelagus   | vʌlˈkeɪnaɪ ˈpɛləɡəs   | "Mar de Vulcano"                                       |
| Xanthi Sinus      | ˈzænθaɪ ˈsaɪnəs       | "Baía dos Santos"                                      |
| Xisuthri Regio    | zɨˈsuːθraɪ ˈriːdʒi.oʊ | "Região de Ziusudra"                                   |
| Yaonis Regio      | ˈjeɪ.ənɨs ˈriːdʒi.oʊ  | "Região do imperador Yao"                              |
| Zephyria          | zɨˈfɪriə              | "Terra do Vento Oeste (Zéfiro)"                        |